# Tempus fugit
Tempus fugit – jedenasty longplay polskiego piosenkarza Jerzego Połomskiego, wydany w 1978 roku nakładem wydawnictwa muzycznego Polskie Nagrania „Muza”. Album zawiera 12 utworów wykonywanych przez wokalistę.
W 2001 roku wydano na płycie kompaktowej reedycję albumu, która ukazała się nakładem tej samej wytwórni płytowej.

## Lista utworów
Opracowano na podstawie materiału źródłowego.
Strona A
1. „Tak daleko nam do siebie” (muz. Jacek Szczygieł, sł. Jacek Korczakowski)
2. „Nieudane dni” (muz. Jacek Szczygieł, sł. Zbigniew Stawecki)
3. „I tylko nocą ten walc” (muz. Jacek Malinowski, sł. Jacek Korczakowski)
4. „Bal na dwoje serc” (muz. Andrzej Brzozowski, sł. Ryszard Czubaczyński)
5. „Muszla” (muz. Janusz Kępski, sł. Agnieszka Osiecka)
6. „Dawno” (muz. Janusz Koman, sł. Włodzimierz Patuszyński)

Strona B
1. „Zapomnisz kiedyś, że to ja” (muz. Jacek Szczygieł, sł. Wojciech Młynarski)
2. „Nie mów mi prawdy kochanie” (muz. Wojciech Karolak, sł. Adam Kreczmar)
3. „Co rok, co dzień” (muz. E. Berg, sł. Jan Zalewski)
4. „Upamiętnienie” (muz. Janusz Kępski, sł. Wisława Szymborska)
5. „Słyszysz, pędzą sanie” (muz. Jerzy Derfel, sł. Sergiusz Jesienin)
6. „Postaw mnie w kącie” (muz. Janusz Koman, sł. Agnieszka Osiecka)